# Victor Bohain
Alexandre Victor Philippe Bohain, né le 1er mars 1804 à Paris et mort à Belleville le 19 juillet 1856, est un journaliste, homme d'affaires et haut fonctionnaire français.

## Biographie
D’abord rédacteur à L’Europe littéraire, il acquiert, en 1827, pour la somme de 30 000 francs, à Auguste Le Poitevin de L’Égreville de Saint-Alme, le Figaro, dont il fut rédacteur en chef avec Nestor Roqueplan.
Sa fortune est alors estimée à plus de 4 millions de francs. On le surnomme dans le milieu de la finance, « le boiteux ».
Entrepreneur tous azimut, il fonda Le Courrier de l’Europe, puis la Brasserie anglaise et hollandaise aux Champs-Élysées, premier établissement du genre ; il est aussi directeur de théâtre et auteur dramatique. Il monta une pièce, Les Immortels, écrite en collaboration avec des rédacteurs du Figaro. On lui doit aussi une autre pièce supprimée aussitôt par la censure royale, Mirabeau, qui fut interprétée par Frédérick Lemaître.
À l’avènement de Louis-Philippe Ier, en 1830, il est nommé préfet de la Charente. Le 24 octobre 1834, il combat en duel Jean-Gabriel Capot de Feuillide. En 1835, il intègre la Société des éditeurs unis, avec Jean-Baptiste-Alexandre Paulin et Émile de Girardin. Ce dernier est poursuivi en justice pour malversations financières, par la faute de Bohain. En 1840, il s'exile à Londres.
De retour en France, il crée L’Époque avec Félix Solar en 1845 et La Semaine en 1846. Puis il se lance dans l'édition d'un dictionnaire sous la direction de Napoléon Landais. Il est bientôt ruiné et vit dans une obscure maison aux Batignolles où il meurt. Sa veuve refusa la succession.

## Honneurs
- 1831 : Croix de Juillet[6]